# Three First National Plaza
Three First National Plaza – 57-piętrowy budynek w Chicago w Stanach Zjednoczonych. Powierzchnia budynku wynosi łącznie 133 721 m². Zaprojektowany został przez Skidmore, Owings & Merrill. Jego budowę ukończono w 1981 roku. Wysokość od piętra do piętra wynosi 396 centymetrów. Cylindryczna struktura budynku zapewnia ochronę przed wiatrem.
Projekt uwzględnia 13 narożnych biur na niższych piętrach i 9 narożnych biur w wyższych partiach. Zewnętrzna fasada pokryta jest granitem i uwydatnia 10-stopowe szerokie okna, przypominające tradycyjną chicagowską szkołę architektoniczną. 
9-piętrowe atrium Three First National Plaza zawiera “Large Internal-External Upright Form” – rzeźbę Henry’ego Moore’a. Połączony na wysokości drugiego piętra z Chase Tower tunelem łączącym oba budynki ponad Madison Street.